# Выборы в Европейский парламент в Польше (2009)

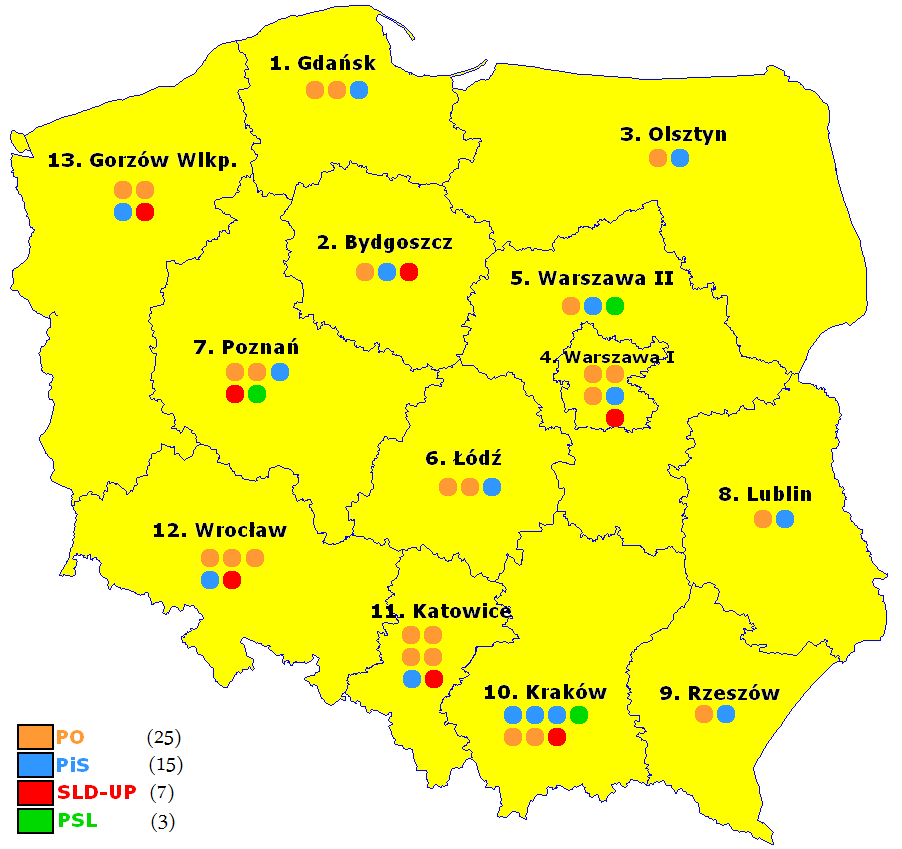
Распределение мандатов разных партий по 13 избирательным округам

Выборы в Европарламент в Польше в 2009 году проходили 7 июня. На выборах определились все 50 депутатских мест Польши в Европарламенте (ранее Польша была представлена в Европарламенте 54 депутатами).

## Результаты
| Партия                                      | Голосов            | Мест | Δ    |
| ------------------------------------------- | ------------------ | ---- | ---- |
| Гражданская платформа                       | 3 271 852 (44,43%) | 25   | ▲ 10 |
| Право и справедливость                      | 2 017 607 (27,4%)  | 15   | ▲ 8  |
| Союз демократических левых сил — Уния труда | 908 765 (12,34%)   | 7    | ▲ 2  |
| Польская крестьянская партия                | 516 146 (7,01%)    | 3    | ▼ 1  |

## Депутаты от Польши в новом составе Европарламента
- Адам Белян — Право и справедливость
- Пётр Борыс — Гражданская платформа
- Ежи Бузек — Гражданская платформа — председатель Европарламента с 2009 года
- Тадеуш Цыманьский — Право и справедливость
- Рышард Чарнецкий — Право и справедливость
- Лидия Йоанна Герингер де Эденберг — Союз демократических левых сил — Уния труда
- Адам Герек — Союз демократических левых сил — Уния труда
- Марек Юзеф Грубарчик — Право и справедливость
- Анджей Гжиб — Польская крестьянская партия
- Малгожата Хандзлик — Гражданская платформа
- Йолянта Эмилия Хюбнер — Гражданская платформа
- Данута Мария Хюбнер — Гражданская платформа
- Данута Язловецка — Гражданская платформа
- Сидония Эльжбета Енджеевска — Гражданская платформа
- Филип Качмарек — Гражданская платформа
- Ярослав Калиновский — Польская крестьянская партия
- Михал Томаш Каминьский — Право и справедливость
- Лена Колярска-Бобиньска — Гражданская платформа
- Павел Роберт Коваль — Право и справедливость
- Яцек Ольгерд Курский — Право и справедливость
- Януш Левандовский — Гражданская платформа — перешёл в Европейскую комиссию
- Рышард Легутко — Право и справедливость
- Богуслав Либерадзкий — Союз демократических левых сил — Уния труда
- Кшиштоф Лисек — Гражданская платформа
- Эльжбета Катажина Лукациевска — Гражданская платформа
- Богдан Казимеж Марцинкевич — Гражданская платформа
- Марек Хенрык Мигальский — Право и справедливость
- Славомир Витольд Нитрас — Гражданская платформа
- Ян Ольбрыхт — Гражданская платформа
- Войцех Михал Олейничак — Союз демократических левых сил — Уния труда
- Мирослав Пётровский — Право и справедливость
- Томаш Пётр Поремба — Право и справедливость
- Яцек Протасевич — Гражданская платформа
- Яцек Сарыуш-Вольский — Гражданская платформа
- Йоанна Сенышын — Союз демократических левых сил — Уния труда
- Чеслав Адам Секерский — Польская крестьянская партия
- Марек Сивец — Союз демократических левых сил — Уния труда
- Йоанна Катажина Скшидлевска — Гражданская платформа
- Богуслав Соник — Гражданская платформа
- Конрад Шиманьский — Право и справедливость
- Ружа Тун унд Гогенштайн — Гражданская платформа
- Рафал Тшасковский — Гражданская платформа → Тадеуш Росс
- Ярослав Лешек Валенса — Гражданская платформа
- Яцек Влосович — Право и справедливость
- Януш Войцеховский — Право и справедливость
- Павел Залевский — Гражданская платформа
- Артур Засада — Гражданская платформа
- Януш Владислав Земке — Союз демократических левых сил — Уния труда
- Збигнев Зёбро — Право и справедливость
- Тадеуш Звефка — Гражданская платформа